# Trade Empires
Trade Empires es un videojuego de estrategia en tiempo real desarrollado por Frog City Software y distribuido por Take-Two Interactive en Europa, Eidos Interactive en Estados Unidos y Proein en España. Fue lanzado al mercado a finales de 2001 en varios territorios, concretamente el 20 de octubre en Estados Unidos, en noviembre en Europa y el 15 de diciembre en España.
Se trata de un videojuego de simulación económica en tiempo real pausable, en el que el objetivo principal es crear un imperio comercial económicamente estable, mediante el control del comercio entre las distintas zonas existentes en cada escenario. Para ello, el jugador deberá aprovechar todas las posibilidades y variables de la partida, teniendo en cuenta sobre todo la disponibilidad y el precio de mercado de las materias primas, para intentar mantener una balanza comercial positiva. Mediante la creación de mercados que posibiliten el intercambio de bienes en las ciudades propias, y el establecimiento de rutas comerciales seguras y de bajos costes, el jugador puede hacer que los comerciantes extranjeros se interesen por los bienes de su civilización.
Para mejorar la productividad de dichas rutas, el jugador puede invertir en la mejora y modernización de la infraestructura que las compone, pudiendo construir edificios como guarniciones para mejorar la seguridad, por ejemplo. En Trade Empires, el estado del imperio también cobra cierta importancia, las ciudades involucradas en rutas comerciales prósperas verán mejorada su calidad de vida y sus posibilidades de expansión. No obstante, el jugador dispone de construcciones e inversiones que puede activar para mejorar estos parámetros. El videojuego dispone de 15 escenarios distintos ambientados en localizaciones reales, sin embargo todos los parámetros del escenario, como la situación de las ciudades y los recursos o su precio inicial, se definen aleatoriamente al inicio de la partida.